# FK Czarnomorsk
FK Czarnomorsk (ukr. Футбольний клуб «Чорноморськ», Futbolnyj Kłub "Czornomorśk") – ukraiński klub piłkarski z siedzibą w Czarnomorsku, w obwodzie odeskim. Status profesjonalny otrzymał w roku 2008.
Do 2011 występował w rozgrywkach ukraińskiej Drugiej Lihi.

## Historia
Chronologia nazw:
- 2005: Illicziweć Illicziwśk (ukr. «Іллічівець» Іллічівськ)
- 2007: Bastion Illicziwśk (ukr. «Бастіон» Іллічівськ)
- 2013: FK Illicziwśk (ukr. ФК «Іллічівськ»)
- 2016: FK Czarnomorsk (ukr. ФК «Чорноморськ»)

Drużyna piłkarska Bastion Illicziwśk  został założony w 2005. W 2006 występował w mistrzostwach obwodu odeskiego. W 2007 zmienił nazwę na Bastion Illicziwśk i debiutował w rozgrywkach Mistrzostw Ukrainy spośród zespołów amatorskich. W pierwszym że sezonie został Mistrzem Ukrainy spośród zespołów amatorskich, co pozwoliło awansować w następnym roku do Drugiej Lidze.
W 2008 roku klub otrzymał status profesjonalny i od sezonu 2008/09 występował w Drugiej Lidze.
12 lipca 2012 roku, w dniu poprzedzającym rozpoczęcie sezonu wśród profesjonalnych klubów piłkarskich, Bastion poinformował administrację PFL o rezygnacji z udziału w mistrzostwach ligi i wycofania się z członkostwa.
W 2013 jako zespół amatorski FK Illicziwśk uczestniczył w mistrzostwach obwodu odeskiego, a w 2015 zdobył nawet brązowe medale mistrzostw. W lutym 2016 po zmianie nazwy miasta przyjął nazwę FK Czarnomorsk.

## Sukcesy
- mistrz Ukrainy spośród zespołów amatorskich:

2007